# Carlos Romero Giménez
Carlos Romero Giménez, a vegades incorrectament escrit com a Jiménez, (Madrid, 7 de novembre de 1890 - Ciutat de Mèxic, 11 de setembre de 1978) fou un militar espanyol lleial a la Segona República Espanyola. Participà des de Bordeus en la resistència contra l'ocupació nazi.

## Biografia
Nascut a Madrid el 7 de novembre de 1890 a la Carrera de San Francisco, 5. Fill del coronel Manuel Romero Salas, de família andalusa de Medina Sidonia i de María Giménez Núñez. Ingressà a l'exèrcit espanyol el 2 de desembre de 1908. Participà en la Guerra del Rif i hi va rebre nombroses condecoracions, entre elles la Creu Llorejada de Sant Ferran.
Va ser detingut a conseqüència de la seva participació en l'aixecament de Madrid previ a la Insurrecció de Jaca a favor de la República i contra de la Dictadura de Primo de Rivera, raó per la qual fou internat dos anys i mig en Presons Militars sota petició fiscal de pena de mort per insurrecció. Una vegada alliberat mitjançant l'amnistia concedida pel General Dámaso Berenguer, va estar destinat al Regiment de Santa Cruz de Tenerife, a les Canàries on roman fins al 14 d'abril de 1931, data en què va ser proclamada la Segona República Espanyola, quan torna a Madrid per col·laborar en la política del nou govern.

### II República
Retirat per la Llei Azaña (per l'ordre del 28 de juliol de 1931), treballà com a Agregat Comercial d'Espanya a Portugal entre 1931 i 1932. Des d'aquest càrrec ajuda a portuguesos perseguits per la dictadura d'António de Oliveira Salazar. Va fundar i dirigir la Revista Hispano Lusitana, així com la revista il·lustrada Defensa Nacional, Revista Española de Técnica Militar.
Quan era secretari general del Comitè Nacional pro-Monument als Màrtirs de Jaca, el 20 d'agost de 1934 destituí del seu càrrec com a tresorer Luis Romero Basart, conegut entre els refugiats espanyols "Romero el Malo", qui posteriorment quan era Coronel d'Aviació fou expulsat de l'Exèrcit Republicà per abandonar el seu lloc. En el seu llibre Bajo las garras de la Gestapo (vegeu més avall "Exili a França i Resistència") el coronel Romero Giménez assenyala aquesta persona dient que "s'havia ofert i havia estat admès al servei de la Gestapo per vigilar i denunciar als espanyols refugiats polítics a França" i com qui el va lliurar a la Gestapo.
Després d'haver-ne estat vicepresident uns anys, a la mort de Josep Puig d'Asprer assumeix la presidència de la Lliga Espanyola dels Drets de l'Home, organització fundada el 1922, sota la presidència de Miguel de Unamuno.
El 1935 li fou aprovada una patent d'invenció per Un sistema de ferrocarril aeri impulsat per hèlixs, conformat per cotxes ultra-lleugers de perfil aerodinàmic suspesos d'un mecanisme rodant que es llisca a 300 km/h sobre un rail elevat i un sistema de control i senyals per permetre freqüències de tres minuts.

### Guerra Civil
Immediatament, davant la revolta que va donar lloc a la Guerra Civil es va reintegrar voluntàriament amb el grau de capità a les forces armades del govern legalment constituït i fou ascendit a comandant el 19 de juliol de 1936. Després de començat el conflicte, amb la reorganització de l'antic Exèrcit republicà se faria càrrec de la 4a Brigada Mixta a la mort d'Arellano.
Va ser un dels comandants de les columnes que va defensar Madrid dels primers atacs encapçalats pel general Varela. El novembre de 1936, per ordres del coronel Aureliano Álvarez-Coque va encapçalar la defensa del Puente de los Franceses al capdavant d'un batalló durant la batalla de la Ciutat Universitària de Madrid. Pel seu heroisme és ascendit pel general Miaja a tinent coronel, i felicitat en l'ordre del dia del 18 de novembre. El govern de la República confirma posteriorment la disposició del general Miaja i l'ascendeix definitivament a aquest grau l'abril de 1938. Quan era cap d'aquesta brigada demanà la destitució de Ricardo Sanz, cap de la CNT a qui acusava de maltractar als milicians i portar prostitutes a les trinxeres, demanant la dissolució de la seva unitat (l'antiga Columna Durruti) i que es redistribuïssin els seus homes entre les restants unitats del front. Segons l'historiador Ramón Salas Larrazábal, Romero fou l'"heroi màxim de la defensa de Madrid".
Va tenir al seu comandament la 6a Divisió des de l'1 de maig de 1937, a partir de la vacant d'Alzugaray. L'1 de juliol va ser posat al comandament del II Cos de l'Exèrcit, que defensava els voltants de Madrid. Amb aquest Cos d'Exèrcit va participar en la batalla de Brunete, encara que el rendiment de la seva unitat va ser pèssim a la zona del barri d'Usera. Respecte de la recluta forçosa, sent cap del II Cos de l'Exèrcit, manifesta que en les seves tropes la moral es mantenia bona entre els antics milicians però francament dolenta entre els reclutes, la qual cosa creia a causa de "un desconeixement absolut dels motius pels quals lluitem i per una falta de preparació ciutadana i ànsia de llibertat".
A mitjans de 1938, quan el General Rojo sol·licita a Miaja comandaments militars amb energia i capacitat en la Campanya de Llevant, va ser designat comandant del XIII Cos de l'Exèrcit (agregat a l'Exèrcit de Llevant, i abans denominat Cos de l'Exèrcit B) des de la seva creació al juliol de 1938. Va combatre en diversos fronts a forces alemanyes que lluitaven al costat dels revoltats. Per la seva actuació combatent a les divisions motoritzades dels "Camises Negres" italianes del CTV li va ser concedida la seva segona "Medalla del Valor".
Sent Comandant de la 4a Brigada Mixta, amb el suport eficaç de Miaja i iniciant amb la maquinària que va poder rescatar-se del taller "Parc Mòbil" funda i dirigeix a Madrid una fàbrica de material de guerra denominada "Factories Mecàniques Romero", dedicada a la producció de morters i les seves municions, de mines i bombes de mà, bombes de disseny aerodinàmic, termos, trípodes, blindatges per a trinxeres, peces de recanvi per a fusells, metralladores i canons antiaeris i antitanc així com la reparació de motors. En ella, segons les èpoques, treballaven intensament sota el foc enemic, en vuit tallers, entre vuit-cents i mil dos-cents obrers.
Se li atribueix la invenció durant la defensa de Madrid de la mina que porta el seu nom (Mina Romero), sistema antitanc consistent en una gran caixa metàl·lica de ferro colat dissenyada per fragmentar-se com a metralla a l'explosió dels 15, 35 o 60 quilos de dinamita que contenia segons la seva grandària. S'ocultaven en el pis, i es detonaven elèctricament sigui en forma manual o automàtica per mitjà de fils de coure i vidre, rebentant des de sota els tancs enemics. Això constituí una innovació tècnica en els sistemes defensius de l'època que posteriorment es va aplicar durant la Segona Guerra Mundial.
El nou règim de Francisco Franco el va condemnar en absència a la pena de mort per garrot vil a causa de la seva participació contra l'aixecament i per ser maçó.

### Exili a França i Resistència
Després de la Guerra Civil s'exilia a França, inicialment a Clarmont d'Alvèrnia i després a París d'on surt el 12 de juny de 1940 hores abans de l'ocupació alemanya amb la intenció d'embarcar-se -i la fortuna de no aconseguir-ho- en el buc SS Champlain, ja que aquest buc és atacat i enfonsat enfront del port. Després d'això aconsegueix assentar-se a Bordeus (ciutat que al cap de poc també va ser ocupada) on roman dos anys participant en la Resistència francesa realitzant accions diverses com la desactivació dels detonadors de bombes perquè no explotessin en ser llançades en els bombardejos nazis a Londres i altres ciutats, inutilització de materials per a la construcció d'una base de submarins i perforació no detectable del fons de grans llaunes d'aliments destinats a les tropes alemanyes del front rus a fi que arribessin podrits a la seva destinació. Allí hi va ser detingut per la Gestapo i reclòs a la terrible presó medieval "Fort du Hâ". Va ser sotmès a severes tortures i interrogatoris i a presenciar l'estrangulament fins a la mort d'altres presoners.
Mitjançant un estratagema organitzat per la Resistència en el qual participa el llavors alcalde de Bordeus, qui el reclama a la presó de la zona francesa, aconsegueix evadir-se i, una vegada recuperat físicament de les tortures, aconsegueix creuar la línia de demarcació cap a la zona "lliure", només per ser fet presoner novament per la gendarmeria col·laboracionista. L'internen al camp de concentració de Gurs, on a més de refugiats espanyols (entre ells el seu amic el Tinent Coronel Francisco Buzón Llanes) recloïen jueus que serien enviats a Alemanya per al seu extermini. S'aconsegueix per a ell, la seva esposa i filla un salconduit que els salva del camp de concentració gràcies a les diligències humanitàries de Gilberto Bosques, Cònsol de Mèxic, qui es va distingir per la seva labor en ajudar a refugiats espanyols, jueus i altres perseguits oferint-los refugi en aquest país, que sota la presidència de Lázaro Cárdenas del Río va obrir les portes per acollir-los. Superant múltiples dificultats arriben a Marsella, on aconsegueixen embarcar-se cap a Orà. D'allí prendrien el ferrocarril transaharià que els portaria a Casablanca en espera un vaixell per creuar l'Atlàntic.

### Exili a Mèxic
S'exilia finalment a Mèxic, arribant juntament amb un gran contingent de refugiats al port de Veracruz el 22 de maig de 1942, després de gairebé un mes de travessia a bord del segon de tres viatges del buc portuguès Nyassa, procedent de Casablanca. Va refundar la revista Defensa Nacional amb la participació de militars espanyols refugiats en cooperació amb les forces armades d'aquest país i juntament amb els seus fills Carmen i Carlos Romero Ortega crea l'editorial "Sociedad Mexicana de Publicaciones". (aquest fill, separat a curta edat dels seus pares combatent en la Defensa de Madrid, obté asil polític a la República Dominicana i després a Mèxic). Estableix i dirigeix l'empresa Maderas Industrializadas y Reconstituidas.

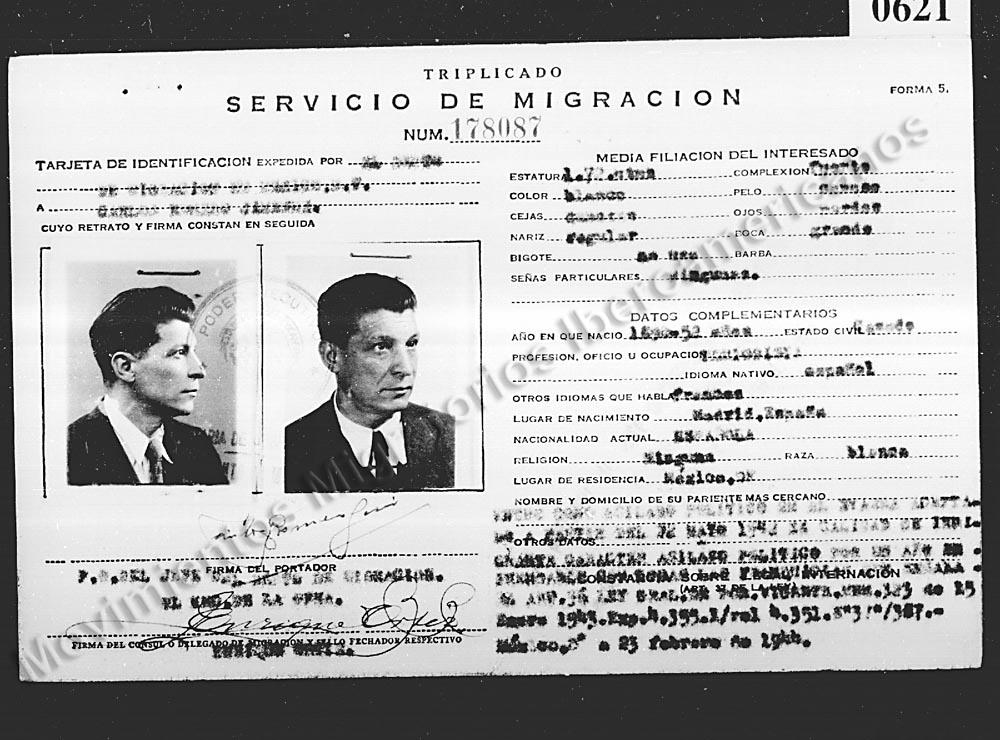
Document d'Immigració com a refugiat polític a Mèxic

Després de la mort de Dictador Franco el 1975, i malgrat haver complert amb tots els tràmits, mai li va ser concedida la pensió de l'Estat que com a militar espanyol li va correspondre. Va morir al Sanatori Español de la ciutat de Mèxic l'11 de setembre de 1978, als 87 anys i en companyia de la seva família. En compliment de la seva voluntat el seu cos va ser incinerat i les cendres dividides en dues parts iguals per ser escampades a l'aire, a l'aigua i a la terra, una meitat a Mèxic i l'altra a Espanya (aquesta última tindria lloc en una cerimònia celebrada al Pont de los Franceses).

### Maçoneria
Ingressa molt tardanament a la Maçoneria el 1932 -als 42 anys- en la Lògia Mare Nostrum nº 11 de Madrid (GOE) Gran Orient Espanyol. Després passa a la Gran Lògia Espanyola (GLE) de la qual va ser Gran Conseller el 1937 i Gran Expert del seu Consell de Govern el 1938. El 1939 representa com a Conseller a la Família Maçònica, organisme encarregat llavors de coordinar a França als maçons i exiliats juntament amb el Comitè de Socors.